# Lukuga
La Lukuga est une rivière émissaire du lac Tanganyika, parcourant près de 350 km pour se jeter dans le Lualaba (partie supérieure du fleuve Congo). À la confluence, son débit est d'environ 271 m3/s.

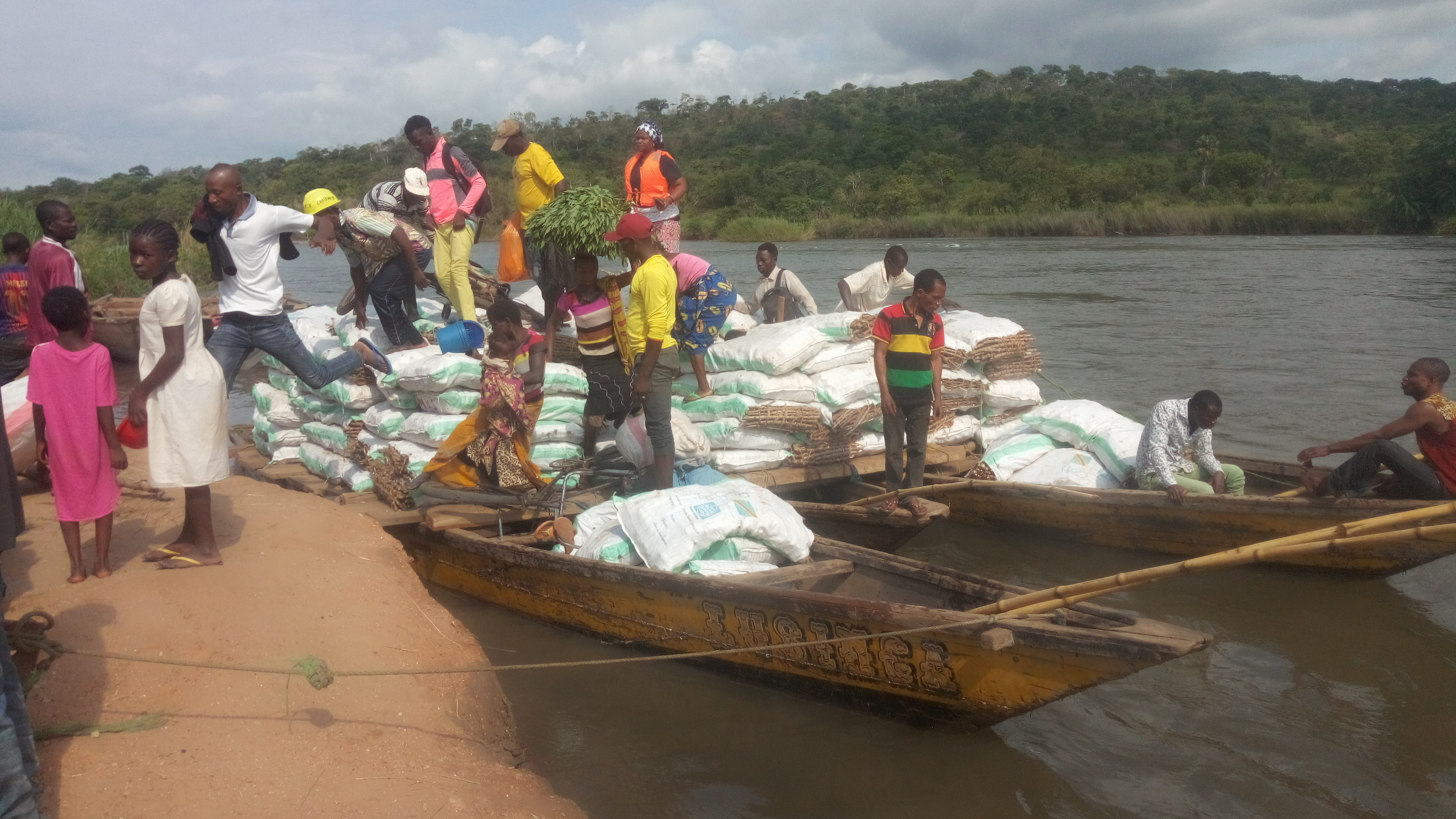
Traversée de la Lukuga en pirogue.

Ce n'est que depuis 1878 que le lac Tanganyika s'écoule dans la Lukuga. Auparavant, c'était un lac endoréique. Depuis lors, la Lukuga assure 6 à 18 % de l'évacuation des eaux du lac, le reste continuant de se perdre par évaporation. À la sortie du lac, cela correspond à un débit annuel moyen de 86 à 380 m3/s avec un maximum en mai à la fin de la saison des pluies et un minimum en octobre à la fin de la saison sèche. Le débit record est de 1 377 m3/s en mai 1970.